# Feng Chian
Feng Chian (冯治安, 1896–1954), ou Feng Chih-an, est un général du Kuomintang.
De 1931 à 1937, il est commandant de la 37e division et président de la province du Hebei de 1936 à 1938. Pendant quelque temps, il est temporairement commandant de la 29e armée en 1937. Après la bataille de Pékin-Tianjin, il organise et commande le 77e corps jusqu'en 1943. Peu de temps après, il est nommé commandant de la 19e armée et participe à l'opération de la voie ferrée Tianjin-Pukou, à la bataille de Xuzhou et à la bataille de Wuhan. Plus tard, en tant que commandant du 77e corps, il participe également à la bataille de Suixian-Zaoyang, à l'offensive d'hiver 1939-40 (en) et à la bataille de Zaoyang-Yichang.
En 1940, il est nommé commandant en chef du 33e groupe d'armées qui participe à l'opération du centre du Hubei (en), à la bataille du sud de Henan, et à l'opération de l'ouest du Hubei (en).
En 1945, il devient commandant en chef de la force du Nord-Hebei et combat à la bataille de l'ouest du Henan et du nord du Hubei.